# Falácia dos quatro termos
A falácia dos quatro termos, do latim Quaternio terminorum, é um tipo de erro de raciocínio ou falácia lógica, expresso em forma de silogismo, onde este tem quatro ou mais termos em vez dos três requeridos.

## Exemplos
Um exemplo típico de silogismo é:
- Premissa maior: Os homens  são mortais.
- Premissa menor: Os gregos são homens.
- Conclusão (ergo): Os gregos são mortais.

Um exemplo de quaternio terminorum é:
- Todas as cabeças têm um cérebro.
- Os alfinetes têm uma cabeça.
- Logo, os alfinetes têm cérebro.

Já que a palavra cabeça assume dois sentidos diferentes nas frases (estamos perante duas palavras homónimas), assumimo-la como dois termos diferentes, pelo que dizemos que estão presentes 4 termos neste silogismo:
Alfinetes -> Sujeito.
Cérebro -> Predicado.
Cabeça (sentido de parte do corpo) -> Termo médio.
Cabeça (sentido de parte esférica de um alfinete) -> 2º Termo médio, que invalida o silogismo.